# Nyodes subnigra
Nyodes subnigra là một loài bướm đêm trong họ Noctuidae.